# You Saved Me
You Saved Me è un brano musicale del gruppo musicale Skunk Anansie estratto come terzo singolo dell'album Wonderlustre. Il brano è stato reso disponibile per l'airplay radiofonico e il download digitale a partire dal 28 gennaio 2011.
Il video musicale prodotto per You Saved Me è stato invece presentato il 27 gennaio 2011 sul canale YouTube ufficiale del gruppo. Il video è stato diretto dal regista Ben Foley.

## Successo commerciale
In Italia è rimasta in classifica per 13 settimane debuttando nel febbraio 2011, alla posizione numero 76 per poi raggiungere la 37ª posizione il mese successivo 
.

## Classifiche
| Classifica (2011) | Posizione massima |
| ----------------- | ----------------- |
| Italia            | 37                |